# 博多湾鉄道汽船
博多湾鉄道汽船（はかたわんてつどうきせん）は、福岡県にあった陸運・海運業者。湾鉄（わんてつ）の略称で呼ばれた。鉄道の敷設目的で設立され、当初は博多湾鉄道（はかたわんてつどう）と称していた。

## 概要
明治時代中期、糟屋郡志賀村西戸崎地区（現・福岡市東区西戸崎）に石炭の積出港を建設し、西戸崎と福岡県北部の糟屋炭田、及び筑豊炭田の各産炭地を結ぶ目的で計画された。特に糟谷炭田では海軍の新原採炭所の石炭輸送を求められていた。1900年（明治33年）2月に創立総会を開き、発起人には天狗煙草の岩谷松平、資生堂創業者の福原有信など、東京の実業家も含まれており、本社も1903年（明治36年）12月に糟屋郡志賀島村西戸崎に移転するまでは東京市京橋区銀座に置かれていた。同年には現在の香椎線にあたる西戸崎 - 宇美間のほか、糟屋郡多々良村土井（現・福岡市東区土井） - 糟屋郡篠栗村（現・篠栗町）間、糟屋郡和白村奈多（現・福岡市東区奈多） - 鞍手郡直方町中泉（現・直方市中泉）間、鞍手郡宮田村（現・宮若市） - 同郡植木町（現・直方市植木）間の約90 kmにわたる区間の免許を取得した。
しかし創立した1900年（明治33年）は恐慌の年であり、株金の払込は滞った。このため、資本金を470万円から207万5,000円に減額し、営業エリアを粕屋炭田地区に絞って筑豊地区への免許は返上し、1904年（明治37年）に西戸崎 - 須恵間を開通させ、翌年には宇美まで延長した。他の路線の免許は1907年（明治40年）までに失効している。また1903年（明治36年）には宇美から浮羽郡吉井町に至る約40 kmの路線の仮免状を取得したが、本免許にも至らずやはり失効している。その一方で海軍炭鉱第五坑が志免（糟屋郡志免町）に開坑すると海軍の求めに応じ、酒殿と海軍炭鉱第五坑（いわゆる志免炭鉱）地区を結ぶ貨物支線（旅石支線）の建設を進め、志免駅（貨物駅）を開業した。旅石（同須恵町）に海軍炭鉱第六坑が開坑すると、1915年（大正4年）までに志免駅から、旅石駅まで旅石支線を延長した。海軍の求めに応じたのは、後述する株主の影響力が強い。
1918年（大正7年）6月に太田清蔵（4代目）が専務取締役に就任し経営のトップに立った。1915年（大正4年）に第3位の大株主（3,129株）となっていたが徴兵保険会社専務取締役名義でも3,850株を所有しており、その後も持株比率を高めた結果であった。
1920年（大正9年）、海軍の石炭を運搬することが第一の目標で敷設された鉄道であるが、海運会社が別であったため石炭の運搬に支障が出ていたことから、海運を行うことを海軍から求められたため、海運業に参入し、社名を博多湾鉄道汽船に変更した。その後1924年（大正13年）から翌年にかけて貝塚線を建設し、福岡市内に市内路面電車（のちの西鉄福岡市内線）と接続するターミナル駅として新博多駅を設けて糟屋郡北部と福岡市内を鉄道で結び、同時期に津屋崎 - 福間（省線）間を運行していた馬車鉄道の津屋崎軌道を買収した。1929年（昭和4年）には貝塚線を直流1500 Vで電化している。一方で、同じ1929年（昭和4年）には鉄道大臣・小川平吉が私鉄事業者5社に対して便宜を図った汚職事件（五私鉄疑獄事件）が発覚したが、この5社に博多湾鉄道汽船も含まれており、一時は経営危機に陥った。1939年（昭和14年）に旧津屋崎軌道の馬車鉄道路線を廃止している。
また、沿線開発としては、1932年（昭和7年）に香椎駅周辺に野球場（後の香椎球場）を建設したほか、1938年（昭和13年）には同じく香椎地区に香椎チューリップ園を建設している。後者は戦後、香椎花園として営業していたが、2021年（令和3年）12月30日をもって閉園した。
1942年（昭和17年）に九州鉄道（2代目）・福博電車・筑前参宮鉄道とともに九州電気軌道に吸収合併され、西日本鉄道となり、解散した。

## 沿革

路線図（1937年10月1日）

- 1898年（明治31年）11月7日 仮免許状下付。
- 1900年（明治33年）6月13日 本免許状下付（西戸崎-宇美、土井-篠栗、奈多-中泉、宮田-植木間）、博多湾鉄道株式会社設立[4]。
- 1903年（明治36年）12月26日 仮免許状下付（宇美-吉井間）[5]。
- 1904年（明治37年）1月1日 博多湾鉄道により粕屋線西戸崎 - 須恵間が開業[6]。
- 1905年（明治38年）
  - 6月1日 粕屋線須恵 - 新原間が開業[7]。
  - 12月29日 粕屋線新原 - 宇美間が開業し全通[8]。
- 1906年（明治39年）1月29日 仮免許失効（宇美-吉井間　本免許申請を為さざる為）[9]
- 1907年（明治40年）11月9日 仮免許状下付（酒殿-志免間 貨物線）[10]。
- 1908年（明治41年）4月21日 本免許状下付（酒殿-志免間 貨物線）[11]
- 1909年（明治42年）8月1日 粕屋線の支線として酒殿 - 志免間の貨物支線が開通[12]。
- 1915年（大正4年）3月11日 貨物支線の志免 - 旅石間が開通[13]。
- 1918年（大正7年）3月27日 軽便鉄道に指定[14]
- 1919年（大正8年）
  - 6月28日 東筑軌道に対し鉄道免許状下付（宗像郡福間町-鞍手郡若宮村間）[15]8月に博多湾鉄道に譲渡。
  - 10月25日 鉄道免許状下付（糟屋郡和白村-福岡市間）[16]。
- 1920年（大正9年）3月25日 博多湾鉄道が博多湾鉄道汽船に社名変更。
- 1921年（大正10年）10月21日 鉄道免許状下付（鞍手郡若宮村-嘉穂郡飯塚町間）[17]。
- 1924年（大正13年）
  - 1月1日 津屋崎軌道を吸収合併[18]。
  - 5月23日 貝塚線新博多（のちの千鳥橋） - 和白間を開業[19]。
- 1925年（大正14年）
  - 7月1日 和白 - 宮地嶽間が開業[20]。
  - 7月11日 旧津屋崎軌道の特許路線であった道辻 - 宮地嶽駅前間を開業。
- 1929年（昭和4年）8月16日 貝塚線全線を1500 V電化[21]。
- 1935年（昭和10年）6月7日 鉄道免許一部取消（宗像郡津屋崎町-鞍手郡若宮村）[22]。
- 1936年（昭和11年）1月24日 起業廃止許可（大正10年10月21日免許 鞍手郡若宮村-飯塚市間）[23]。
- 1939年（昭和14年）4月14日 旧津屋崎軌道の福間 - 津屋崎間及び道辻 - 宮地嶽駅前間を廃止[24]。
- 1942年（昭和17年）9月19日 戦時体制（陸上交通事業調整法）に対応するために博多湾鉄道汽船が九州電気軌道に合併。西日本鉄道となる。
- 1944年（昭和19年）5月1日 粕屋線が戦時買収により国有化され、香椎線となる。

## 保有路線
- 貝塚線（現：西日本鉄道 貝塚線）
- 粕屋線（現：九州旅客鉄道 香椎線）

## 輸送・収支実績
| 年度 | 輸送人員（人） | 貨物量（トン）         | 営業収入（円） | 営業費（円） | 営業益金（円） | その他益金（円）              | その他損金（円）                  | 支払利子（円） |
| ---- | -------------- | ---------------------- | -------------- | ------------ | -------------- | ----------------------------- | --------------------------------- | -------------- |
| 1903 | 26,689         | 3,023                  | 60,593         | 14,949       | 45,644         |                               |                                   |                |
| 1904 | 86,060         | 70,289                 | 55,350         | 44,814       | 10,536         |                               |                                   |                |
| 1905 | 126,340        | 79,269                 | 78,692         | 46,775       | 31,917         |                               |                                   |                |
| 1906 | 161,437        | 153,009                | 121,316        | 57,339       | 63,977         |                               |                                   |                |
| 1907 | 187,328        | 162,636                | 121,179        | 63,112       | 58,067         |                               |                                   |                |
| 1908 | 213,951        | 115,849                | 115,342        | 75,890       | 39,452         |                               |                                   |                |
| 1909 | 214,739        | 185,047                | 143,022        | 79,747       | 63,275         |                               |                                   | 30             |
| 1910 | 204,099        | 234,207                | 161,883        | 85,180       | 76,703         |                               |                                   | 535            |
| 1911 | 197,947        | 301,131                | 180,092        | 95,863       | 84,229         |                               |                                   |                |
| 1912 | 217,071        | 332,507                | 206,508        | 106,268      | 100,240        |                               |                                   |                |
| 1913 | 220,795        | 338,052                | 211,930        | 100,289      | 111,641        |                               |                                   |                |
| 1914 | 231,693        | 373,535 貨物支線3,161  | 244,157        | 121,519      | 122,638        | 軽便鉄道益金（貨物支線）29    |                                   |                |
| 1915 | 215,052        | 384,648 貨物支線55,897 | 285,270        | 143,773      | 141,497        | 軽便鉄道益金（貨物支線）677   |                                   |                |
| 1916 | 256,394        | 347,591 貨物支線93,533 | 280,686        | 137,807      | 142,879        | 軽便鉄道益金（貨物支線）1,666 |                                   |                |
| 1917 | 346,609        | 506,350                | 328,193        | 160,646      | 167,547        |                               |                                   |                |
| 1918 | 511,590        | 525,879                | 402,029        | 235,175      | 166,854        |                               |                                   |                |
| 1919 | 563,164        | 608,605                | 526,659        | 323,997      | 202,662        | 船舶営業益金1,091             |                                   |                |
| 1920 | 488,280        | 552,640                | 553,543        | 337,744      | 215,799        | 船舶益金31,005                |                                   |                |
| 1921 | 452,455        | 541,228                | 657,922        | 334,966      | 322,956        |                               |                                   |                |
| 1922 | 470,491        | 568,489                | 688,633        | 354,854      | 333,779        |                               |                                   |                |
| 1923 | 485,717        | 607,385                | 717,044        | 365,411      | 351,633        | 船舶運輸業其他1,138,816       | 船舶運輸業其他1,089,985           |                |
| 1924 | 819,479        | 658,188                | 787,187        | 371,017      | 416,170        | 軌道及船舶72,909              |                                   | 180,341        |
| 1925 | 1,090,997      | 701,614                | 886,803        | 399,256      | 487,547        | 軌道及船舶75,119              |                                   | 234,877        |
| 1926 | 1,115,450      | 655,125                | 854,799        | 435,767      | 419,032        | 軌道及船舶98,994              |                                   | 221,797        |
| 1927 | 1,172,447      | 664,267                | 865,649        | 419,699      | 445,950        | 軌道船舶45,802                |                                   | 207,611        |
| 1928 | 1,195,801      | 708,945                | 912,639        | 429,470      | 483,169        | 軌道10,632                    |                                   | 220,857        |
| 1929 | 1,709,069      | 709,455                | 1,002,599      | 456,726      | 545,873        | 軌道船舶業59,803              | 償却金25,000                      | 359,469        |
| 1930 | 1,803,980      | 616,748                | 923,717        | 435,635      | 488,082        | 軌道船舶業24,558              | 償却金135,000                     | 374,147        |
| 1931 | 1,743,348      | 501,620                | 754,333        | 320,806      | 433,527        | 軌道船舶土地業53,191          | 償却金120,000                     | 363,712        |
| 1932 | 1,719,624      | 613,716                | 816,471        | 365,552      | 450,919        | 軌道及船舶自動車業10,068      | 償却金115,000                     | 344,331        |
| 1933 | 1,817,820      | 692,273                | 896,192        | 452,682      | 443,510        | 自動車其他66,550              | 償却金121,037                     | 301,180        |
| 1934 | 1,851,620      | 805,232                | 985,002        | 440,791      | 544,211        | 自動車其他60,949              | 償却金166,221                     | 317,957        |
| 1935 | 2,130,446      | 885,259                | 1,067,642      | 535,692      | 531,950        |                               | 船舶業其他9,472 雑損償却金106,483 | 262,438        |
| 1936 | 2,371,371      | 948,927                | 1,166,999      | 631,865      | 535,134        | 自動車船舶軌道業108,961       | 償却金90,000                      | 216,000        |
| 1937 | 2,525,386      | 979,353                | 1,283,673      | 675,860      | 607,813        | 船舶軌道業281,404             | 雑損償却金120,000                 | 190,876        |

- 鉄道院年報、鉄道院鉄道統計資料、鉄道省鉄道統計資料、鉄道統計資料、鉄道統計各年度版より

## 車両
- 蒸気機関車
  - 1 - 3（初代） : 1903年、独ハノーバー製の車軸配置0-6-0形タンク機関車。1911年、10形と交換[25]で鉄道院に移籍し、1430形 (1432 - 1434) となる。
  - 1(2代） → 21（初代） : 1878年、英シャープ・スチュアート製の車軸配置0-6-0(C)形タンク機関車（製造番号 2794）。1917年10月入線。旧南海鉄道 14。1938年廃車。
  - 1（3代） : 1896年、米ブルックス製の車軸配置2-6-2形タンク機関車。旧南海鉄道 7。西鉄 1（2代）を経て、鉄道省 3418。
  - 2（2代） : 1897年、米ブルックス製の車軸配置2-6-2形タンク機関車。1923年、高野鉄道 2を譲り受けたもの。鉄道省3350形と同形。戦時買収の対象とはならず、西鉄 2を経て1（3代）に改番後廃車。
  - 3（2代） : 1896年、米ピッツバーグ製の車軸配置2-6-2(1C1)形タンク機関車（製造番号 1692）。1917年12月入線。旧南海鉄道 3。西鉄 3を経て、鉄道省 3419。
  - 4 : 1897年、米ピッツバーグ製の車軸配置2-6-2(1C1)形タンク機関車（製造番号 1693）。1919年6月入線。旧播丹鉄道 4。西鉄 4を経て、鉄道省 3410。
  - 5, 6 : 1898年、米ブルックス製の車軸配置2-6-2(1C1)形タンク機関車（製造番号 3060, 3058）。1924年2月および1925年4月入線。旧南海鉄道 11, 9。戦時買収の対象とはならず、2, 3に改番。
  - 7 : 1897年、ブルックス製の車軸配置0-6-0(C)形タンク機関車（製造番号 2865）。1924年9月入線。旧南海鉄道 臨4。1938年廃車。
  - 8形 8, 9 : 1911年、米アルコ製の車軸配置0-6-0(C)形タンク機関車。使用開始は1913年[26]1944年の戦時買収後は、 1325形 (1325, 1326) となる。
  - 10形 10 - 14 : 1889年、独クラウス製の車軸配置0-4-0形タンク機関車。1911年、1 - 3と交換で鉄道省10形 (10 - 14) を譲り受けたもの。戦時買収後も同番号のまま。
  - 3400形 15 - 18 : 1896年および1897年、米ピッツバーグ製の車軸配置2-6-2形タンク機関車。1934年および1935年に鉄道省3400形 (3402, 3405, 3400, 3411) を譲り受けたもの。戦時買収後は旧番号に復帰。
  - 1850形 19, 20 : 1895年/1896年、英ダブス製の車軸配置0-6-0(C)形タンク機関車（製造番号 2274, 3324）。1940年6月入線。旧鉄道省 1859, 1876。戦時買収後は旧番号に復帰。
  - 1070形 21（2代） : 1900年、英ニールソン製の車軸配置4-4-2(2B1)形タンク機関車（製造番号 5642）。1942年5月入線。旧鉄道省 1103。戦時買収後は旧番号に復帰。
- 貨車
  - ワ1-3　1925年日車製の有蓋車。国鉄買収対象からはずされ西鉄ワ101-103になる。
  - ワフ11-12　1925年日車製有蓋車。国鉄買収対象からはずされ西鉄ワ104-105になる。
  - ト11-16　開業時に天野工場で製作された無蓋車。
  - ト17-26→66-75→56-65　1919年に増備した梅鉢鉄工所製の無蓋車。国鉄買収からはずされたト61-65は西鉄ト151-155になる。
- 客車
  - ホ1-3、ハ1-4、ハブ1・2 開業時に木製2軸車9両を新製。のちにロハ1-3、ハ1-4、ハニ1・2に改番。1924年と1926年にハ車のうち2両をロハ車に改造。1932年にロハ車1両を廃車。1937年2等制を廃止しハ2-7に改造改番。1944年国鉄に買収によりハ車6両はハ1170-1175（2代目）（形式1005）、ハニ2両はハニ3562・3563（2代目）（形式3550）となる。1947年廃車。
  - ハブ3-6のちにハフ3-6 1913年（大正2年）2月に国鉄フハ3244-3247（形式3155）（形式図[27]）の払下げをうけた。宮地岳線電化により廃車となり一部が呉海軍工厰へ
  - ロ1、ハフ7-15　1922年に大阪高野鉄道より購入した木製2軸客車。国鉄に買収されたのは1937年にハ1となったロ1とハフ14でそれぞれハ1169（2代目）（形式1005）、ハフ1501（形式1500）となる。履歴は高野鉄道ろ1-5、は5、12、19、23、28
  - ハフ16-19 1926年川崎造船所製の木製2軸車
  - ナハ1-3 1926年川崎造船所製の木製ボギー車。電化により電動車（デハ1-3）に改造された
- ガソリンカー
  - キハ1-4  : 1934年日本車輌本店製の半鋼製ボギー式ガソリンカー。西戸崎-宇美間で使用された。

### 車両数の変遷
| 年度      | 蒸気機関車 | 客車 | 貨車 | 貨車 |
| 年度      | 蒸気機関車 | 客車 | 有蓋 | 無蓋 |
| --------- | ---------- | ---- | ---- | ---- |
| 1903-1906 | 3          | 9    | 5    | 52   |
| 1907-1908 | 3          | 9    | 5    | 62   |
| 1909      | 3          | 11   | 5    | 62   |
| 1910-1911 | 5          | 9    | 5    | 62   |
| 1912      | 5          | 13   | 5    | 112  |
| 1913-1914 | 7          | 13   | 5    | 112  |
| 1915-1916 | 7          | 13   | 5    | 142  |
| 1917      | 9          | 13   | 5    | 142  |
| 1918      | 9          | 13   | 5    | 157  |
| 1919-1920 | 10         | 13   | 5    | 177  |
| 1921      | 11         | 13   | 5    | 177  |
| 1922-1923 | 11         | 18   | 5    | 177  |
| 1924      | 13         | 23   | 10   | 177  |
| 1925-1928 | 15         | 30   | 10   | 177  |
| 1929      | 15         | 36   | 10   | 177  |
| 1930      | 15         | 33   | 10   | 177  |
| 1931-1933 | 15         | 30   | 10   | 177  |
| 1934      | 17         | 34   | 10   | 177  |
| 1935      | 19         | 34   | 10   | 192  |
| 1936      | 19         | 40   | 10   | 203  |
| 1937      | 19         | 41   | 10   | 203  |

- 鉄道局年報、鉄道院年報、鉄道院鉄道統計資料、鉄道省鉄道統計資料、鉄道統計資料、鉄道統計各年度版
- 客車の数両には1929-1934年度電動車9両1936-1937年度11両、1934-1937年度にガソリンカー4両が含まれる